# Napoleon I på kejsartronen
Napoleon I på kejsartronen (franska: Napoléon Ier sur le trône impérial) är en oljemålning av den franske konstnären Jean-Auguste-Dominique Ingres. Den är målad 1806 och är utställd på Musée de l'Armée i Hôtel des Invalides i Paris.
Målningen porträtterar Napoleon I i de kläder han bar vid sin kröning 1804. Vapenmanteln är röd och beströdd med guldbin (en referens till att den merovingiska kungen Childerik I som begravdes med gyllene insekter, vilket man såg när man råkade öppna hans grav i Tournai 1653). På axlarna hänger Hederslegionens ordenskedja och på huvudet bär han en lagerkrans för att visa på arvet från antikens Rom. Målningen visar också flera av de riksregalier som användes under Napoleons regim såsom en guldspira (till vänster) med en staty av Karl den store i den övre änden och en annan spira (till höger) med en svärande hand (”rättfärdighetens hand”). Vid hans sida hänger Karl den stores svärd Joyeuse som sedan 1200-talet har använts vid kröningar i Frankrike. Tronen står på en matta där den kejserliga örnen finns avbildad. 
När målningen ställdes ut på Parissalongen 1806 fick den ett överlag negativt mottagande. Bland kritikerna fanns Ingres lärare Jacques-Louis David som också porträtterade Napoleon, bland annat i Napoleons kröning (1806–1807) på samma tema.